# Беной-Веденское сельское поселение
Беной-Веденское се́льское поселе́ние — муниципальное образование в Ножай-Юртовском районе Чечни Российской Федерации.
Административный центр — село Беной-Ведено.

## История
Статус и границы сельского поселения установлены Законом Чеченской Республики от 20 февраля 2009 года № 11-РЗ «Об образовании муниципального образования Ножай-Юртовский район и муниципальных образований, входящих в его состав, установлении их границ и наделении их соответствующим статусом муниципального района и сельского поселения».

## Население
| 2010  | 2012  | 2013  | 2014  | 2015  | 2016  | 2017  |
| ----- | ----- | ----- | ----- | ----- | ----- | ----- |
| 2579  | ↗2619 | ↗2726 | ↗2789 | ↗2882 | ↗2987 | ↗3085 |
| 2018  | 2019  | 2020  | 2021  | 2023  | 2024  |       |
| ↗3186 | ↗3301 | ↗3358 | ↘1892 | ↗1975 | ↗2016 |       |

## Состав сельского поселения
| № | Населённый пункт | Тип населённого пункта       | Население |
| - | ---------------- | ---------------------------- | --------- |
| 1 | Беной-Ведено     | село, административный центр | ↘2391     |
| 2 | Лем-Корц         | село                         | ↗188      |